# Roel Brandt
Roelof Willem (Roel) Brandt (Soest, 28 oktober 1940 - 4 augustus 2009) was een Nederlands archeoloog en bestuurder.
Brandt voltooide academische opleidingen in de sociale geografie en culturele prehistorie aan de Universiteit van Amsterdam. Praktijkervaring deed hij met name op in Nederland, Duitsland en Azië, onder meer in Syrië, Turkije, Japan, Cambodja en Vietnam. Hij werkte vervolgens aan het Instituut voor Prae- en Protohistorie te Leiden en de Vrije Universiteit te Amsterdam.
Daarnaast was hij een vooraanstaand pionier in het archeologisch bedrijfsleven. Hij richtte samen met Tom Bloemers in 1985 de Stichting RAAP op, waar werkloze archeologen aan de slag konden. Hij was later ook directeur van de werkorganisatie onder deze stichting. Een latere concurrent van RAAP, het Archeologisch Diensten Centrum, werd door hem in 1998 opgericht en tot 2001 geleid. Daarmee stond Brandt aan de basis van de twee grootste archeologische bedrijfsmatige dienstverleners van de Benelux.
Brandt richtte daarnaast de Beroepsvereniging van Nederlandse Archeologen (NVvA) op, was voorzitter van deze vereniging en stond als voorzitter van het College voor de Archeologische Kwaliteit aan de basis van de Kwaliteitsnorm Nederlandse Archeologie, de belangrijkste richtlijn voor archeologisch onderzoek in Nederland. Daarnaast vervulde hij nog enkele andere voorzitterschappen binnen archeologische colleges. Hij was verder vrijwilliger van Archeologie Deventer en lid van de Adviesraad Monumenten van de gemeente Deventer.
Van 2006 tot 2008 was hij lid van de Raad van Advies van de opleiding HBO Archeologie van Saxion Next.
Tot zijn dood was hij werkzaam als zelfstandig adviseur vanuit B&W Raadgevende Archeologen. Tijdens de Reuvensdagen 2009 werd aandacht geschonken aan zijn overlijden. Brandt werd begraven op De Nieuwe Ooster te Amsterdam.

## Opgedragen
- Innovatie in de Nederlandse Archeologie : liber amicorum voor Roel W. Brandt (SIKB, Gouda)